# Porsche Carrera Cup Deutschland 1999

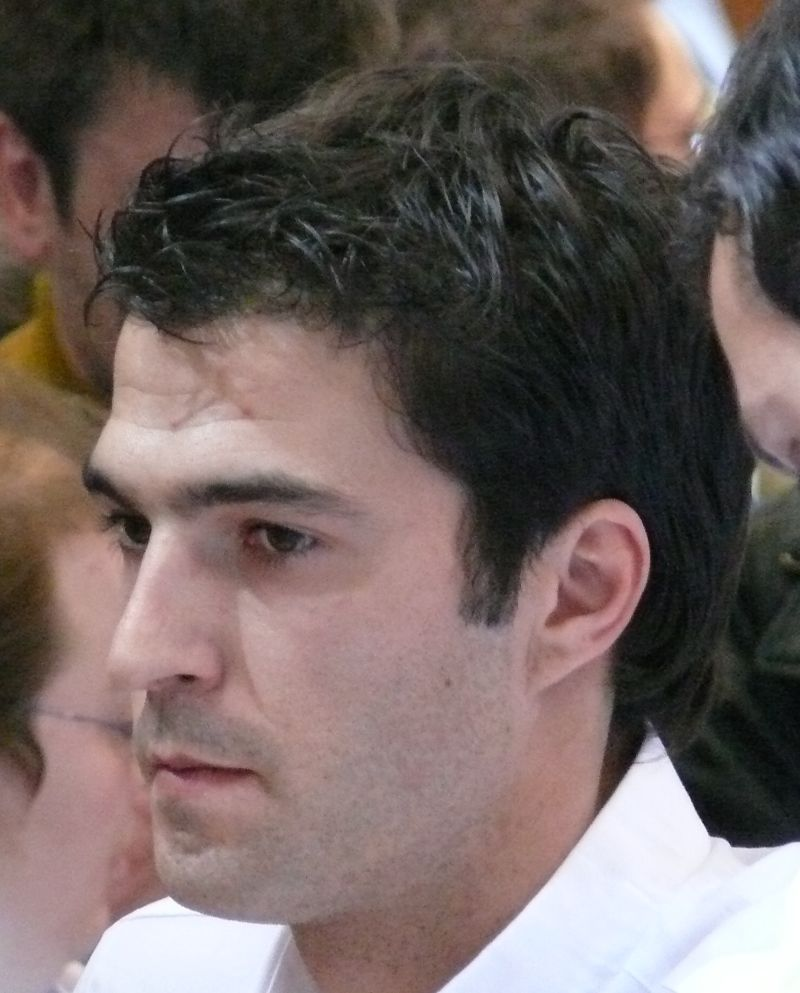
Die Meisterschaft 1999 gewann Lucas Luhr (Foto von 2009)

Der Porsche Carrera Cup Deutschland 1999 war die 10. Saison des Porsche Carrera Cup Deutschland. Der erste Meisterschaftslauf fand am 9. Mai 1999 auf dem Sachsenring statt. Das Saisonfinale am 17. Oktober wurde auf dem Nürburgring gefahren.
Insgesamt wurden in dieser Saison zehn Läufe in Deutschland, Italien und Österreich ausgetragen.
Den Fahrertitel gewann Lucas Luhr mit 132 Punkten. Die Teamwertung sicherte sich das Rennteam tolimit Motorsport.

## Starterfeld
Folgende Fahrer und Gastfahrer sind in der Saison gestartet:
| Nr. | Fahrer                | Team                        | Rennwochenende |
| --- | --------------------- | --------------------------- | -------------- |
|     | Lucas Luhr            | UPS Porsche-Junior Team     |                |
|     | Timo Bernhard         | UPS Porsche-Junior Team     |                |
|     | Rolf Jäger            | Kadach Tuning               |                |
|     | Marco Bromberger      | Kadach Tuning               |                |
|     | Marc Gindorf          | Kadach Tuning               |                |
|     | Jürgen von Gartzen    | Farnbacher Racing Team      |                |
|     | Peter Scharmach       | Farnbacher Racing Team      |                |
|     | Marc Basseng          | Farnbacher Racing Team      |                |
|     | Sandy Grau            | Farnbacher Racing Team      |                |
|     | Luca Riccitelli       | Farnbacher Racing Team      |                |
|     | Jochen Land           | PZK-Land Motorsport         |                |
|     | Bernd Mayländer       | PZK-Land Motorsport         |                |
|     | Alexander Burgstaller | Herberth Motorsport         |                |
|     | Stefan Roitmayer      | Herberth Motorsport         |                |
|     | Franz Aigner          | Herberth Motorsport         |                |
| 14  | Frank Schmickler      | tolimit Motorsport          |                |
| 15  | Frank Stippler        | tolimit Motorsport          |                |
|     | Christian Menzel      | Team HP-PZ Koblenz          |                |
|     | Jörg Bergmeister      | Knüpfing Motorsport         |                |
|     | Stéphane De Groodt    | PSI Motorsport              |                |
|     | Harald Becker         | Harald Grohs Motorsport     |                |
|     | Andreas Knapp-Voith   | Harald Grohs Motorsport     |                |
|     | Reiko Spranger        | Harald Grohs Motorsport     |                |
|     | Enrico Bertaggia      | Home Jumper Star-Farnbacher |                |
|     | Peter Mamerow         | PZ Essen/Team Mamerow       |                |
|     | Gerhard Müller        | GM-Sports Racing Team       |                |
|     | Heinz-Bert Wolters    | PZ Freiburg-Eichin Racing   |                |
|     | Dirk Müller           |                             |                |
|     | Altfrid Heger         |                             |                |

## Rennkalender und Ergebnisse
| Runde | Rennstrecke    | Datum         | Pole-Position      | Schnellste Runde | Sieger           | Zweiter               | Dritter          |
| ----- | -------------- | ------------- | ------------------ | ---------------- | ---------------- | --------------------- | ---------------- |
| 1     | Sachsenring    | 9. Mai        | Dirk Müller        | Dirk Müller      | Dirk Müller      | Bernd Mayländer       | Lucas Luhr       |
| 2     | Zweibrücken    | 23. Mai       | Bernd Mayländer    | Bernd Mayländer  | Frank Schmickler | Lucas Luhr            | Jörg Bergmeister |
| 3     | Oschersleben   | 20. Juni      | Jörg Bergmeister   | Lucas Luhr       | Jörg Bergmeister | Christian Menzel      | Lucas Luhr       |
| 4     | Norisring      | 4. Juli       | Jürgen von Gartzen | Frank Schmickler | Enrico Bertaggia | Alexander Burgstaller | Christian Menzel |
| 5     | Misano         | 8. August     | Bernd Mayländer    | Frank Schmickler | Bernd Mayländer  | Jörg Bergmeister      | Lucas Luhr       |
| 6     | Nürburgring    | 22. August    | Frank Schmickler   | Frank Schmickler | Frank Schmickler | Christian Menzel      | Bernd Mayländer  |
| 7     | Salzburgring   | 5. September  | Lucas Luhr         | Christian Menzel | Lucas Luhr       | Frank Stippler        | Jörg Bergmeister |
| 8     | Oschersleben   | 19. September | Christian Menzel   | Christian Menzel | Christian Menzel | Jörg Bergmeister      | Lucas Luhr       |
| 9     | Hockenheimring | 3. Oktober    | Christian Menzel   | Lucas Luhr       | Lucas Luhr       | Jürgen von Gartzen    | Frank Stippler   |
| 10    | Nürburgring    | 17. Oktober   | Lucas Luhr         | Lucas Luhr       | Lucas Luhr       | Christian Menzel      | Frank Schmickler |

## Meisterschaftsergebnisse

### Punktesystem
Punkte wurden an die ersten 15 klassifizierten Fahrer in folgender Anzahl vergeben. Die Punkte von den Gaststartern wurden am Saisonende gestrichen, daher können gleiche Positionen unterschiedliche Punktwertungen aufweisen:
| Platz  | 1. | 2. | 3. | 4. | 5. | 6. | 7. | 8. | 9. | 10. | 11. | 12. | 13. | 14. | 15. |
| Punkte | 20 | 18 | 16 | 14 | 12 | 10 | 9  | 8  | 7  | 6   | 5   | 4   | 3   | 2   | 1   |

### Fahrerwertung
Insgesamt kamen 19 Fahrer in die Punktewertung.
| Platz | Fahrer                | SAC | ZWE | OSC1 | NOR | MIS | NÜR1 | SAL | OSC2 | HOC | NÜR2 | Punkte |
| ----- | --------------------- | --- | --- | ---- | --- | --- | ---- | --- | ---- | --- | ---- | ------ |
| 1     | Lucas Luhr            | 3   | 2   | 3    |     | 3   |      | 1   | 3    | 1   | 1    | 132    |
| 2     | Christian Menzel      |     |     | 2    | 3   |     | 2    | ?   | 1    | ?   | 2    | 108    |
| 3     | Jörg Bergmeister      |     | 3   | 1    |     | 2   |      | 3   | 2    |     |      | 105    |
| 4     | Bernd Mayländer       | 2   | ?   |      |     | 1   | 3    |     |      |     |      | 104    |
| 5     | Enrico Bertaggia      |     |     |      | 1   |     |      |     |      |     |      | 96     |
| 6     | Frank Schmickler      |     | 1   |      | ?   | ?   | 1    |     |      |     | 3    | 86     |
| 7     | Alexander Burgstaller |     |     |      | 2   |     |      |     |      |     |      | 77     |
| 7     | Frank Stippler        |     |     |      |     |     |      | 2   |      | 3   |      | 77     |
| 9     | Stefan Roitmayer      |     |     |      |     |     |      |     |      |     |      | 62     |
| 9     | Jürgen von Gartzen    |     |     |      | ?   |     |      |     |      | 2   |      | 62     |
| 11    | Gerhard Müller        |     |     |      |     |     |      |     |      |     |      | 56     |
| 12    | Timo Bernhard         |     |     |      |     |     |      |     |      |     |      | 46     |
| 13    | Peter Mamerow         |     |     |      |     |     |      |     |      |     |      | 40     |
| 14    | Rolf Jäger            |     |     |      |     |     |      |     |      |     |      | 25     |
| 15    | Jochen Land           |     |     |      |     |     |      |     |      |     |      | 21     |
| 16    | Heinz-Bert Wolters    |     |     |      |     |     |      |     |      |     |      | 20     |
| 17    | Stéphane De Groodt    |     |     |      |     |     |      |     |      |     |      | 16     |
| 18    | Franz Aigner          |     |     |      |     |     |      |     |      |     |      | 13     |
| 19    | Peter Scharmach       |     |     |      |     |     |      |     |      |     |      | 4      |
| 20    | Marc Basseng          |     |     |      |     |     |      |     |      |     |      | 0      |
| 20    | Harald Becker         |     |     |      |     |     |      |     |      |     |      | 0      |
| 20    | Marco Bromberger      |     |     |      |     |     |      |     |      |     |      | 0      |
| 20    | Marc Gindorf          |     |     |      |     |     |      |     |      |     |      | 0      |
| 20    | Sandy Grau            |     |     |      |     |     |      |     |      |     |      | 0      |
| 20    | Altfrid Heger         |     |     |      |     |     |      |     |      |     |      | 0      |
| 20    | Andreas Knapp-Voith   |     |     |      |     |     |      |     |      |     |      | 0      |
| 20    | Dirk Müller           | 1   |     |      |     |     |      |     |      |     |      | 0      |
| 20    | Luca Riccitelli       |     |     |      |     |     |      |     |      |     |      | 0      |
| 20    | Reiko Spranger        |     |     |      |     |     |      |     |      |     |      | 0      |
| Platz | Fahrer                | SAC | ZWE | OSC1 | NOR | MIS | NÜR1 | SAL | OSC2 | HOC | NÜR2 | Punkte |

| Legende  | Legende            | Legende                                                          |
| Farbe    | Abkürzung          | Bedeutung                                                        |
| -------- | ------------------ | ---------------------------------------------------------------- |
| Gold     | –                  | Sieg                                                             |
| Silber   | –                  | 2. Platz                                                         |
| Bronze   | –                  | 3. Platz                                                         |
| Grün     | –                  | Platzierung in den Punkten                                       |
| Blau     | –                  | Klassifiziert außerhalb der Punkteränge                          |
| Violett  | DNF                | Rennen nicht beendet (did not finish)                            |
| Violett  | NC                 | nicht klassifiziert (not classified)                             |
| Rot      | DNQ                | nicht qualifiziert (did not qualify)                             |
| Rot      | DNPQ               | in Vorqualifikation gescheitert (did not pre-qualify)            |
| Schwarz  | DSQ                | disqualifiziert (disqualified)                                   |
| Weiß     | DNS                | nicht am Start (did not start)                                   |
| Weiß     | WD                 | zurückgezogen (withdrawn)                                        |
| Hellblau | PO                 | nur am Training teilgenommen (practiced only)                    |
| Hellblau | TD                 | Freitags-Testfahrer (test driver)                                |
| ohne     | DNP                | nicht am Training teilgenommen (did not practice)                |
| ohne     | INJ                | verletzt oder krank (injured)                                    |
| ohne     | EX                 | ausgeschlossen (excluded)                                        |
| ohne     | DNA                | nicht erschienen (did not arrive)                                |
| ohne     | C                  | Rennen abgesagt (cancelled)                                      |
| ohne     | keine WM-Teilnahme |                                                                  |
| sonstige | P/fett             | Pole-Position                                                    |
| sonstige | 1/2/3/4/5/6/7/8    | Punktplatzierung im Sprint-/Qualifikationsrennen                 |
| sonstige | SR/kursiv          | Schnellste Rennrunde                                             |
| sonstige | *                  | nicht im Ziel, aufgrund der zurückgelegten Distanz aber gewertet |
| sonstige | ()                 | Streichresultate                                                 |
| sonstige | unterstrichen      | Führender in der Gesamtwertung                                   |